# Magi: The Labyrinth of Magic
Magi: The Labyrinth of Magic (jap. マギ Magi) – manga inspirowana Księgą tysiąca i jednej nocy, autorstwa Shinobu Ōtaki. Manga była publikowana w latach 2009-2017 w magazynie Shūkan Shōnen Sunday wydawnictwa Shōgakukan. Z serią związana jest także seria mangi zatytułowana Magi: Sinbad no bōken (jap. マギ シンドバッドの冒険).
Adaptacja anime została wyprodukowana przez studio A-1 Pictures. Nadawanie rozpoczęto w Japonii 7 października 2012 roku.
W Polsce seria spin-off Magi: Adventure of Sinbad dostępna jest za pośrednictwem platformy Netflix.

## Fabuła
Aladyn, tajemniczy chłopak, podróżuje przez pustynną krainę z magicznym fletem o niezwykłej mocy – potrafi on przywołać dżinna o imieniu Ugo. Dżinn ma ogromne, muskularne ciało, ale fakt, że nie może wyjąć swojej głowy z fletu nadaje mu bezgłowy wygląd i często wzbudza strach wśród ludzi. Pewnego dnia, podczas swojej wędrówki, Aladyn spotyka Alibabę, pozornie chciwego i powściągliwego młodego człowieka, który stara się wzbogacić. Uświadamia on sobie, że Ugo byłby potężnym sprzymierzeńcem do przeszukania pobliskiej budowli zwanej Dungeon (jap. 迷宮 Danjon; pl. labirynt) wypełnionej skarbami. Gdy razem napotykają na swojej drodze różne przygody, stają się prawdziwymi przyjaciółmi, wraz z Morgianą – niewolnicą z dalekiej krainy – uwolnioną przez nich od jej pana. Trójka bohaterów spotyka na swojej drodze innego dżinna i odnajduje wskazówki, które mogą być decydujące o tym, kto będzie rządzić światem.

## Manga
Magi została napisana i zilustrowana przez Shinobu Ōtakę. Pierwszy rozdział ukazał się 3 czerwca 2009 roku w magazynie „Shūkan Shōnen Sunday” wydawnictwa Shōgakukan, natomiast ostatni ukazał się w tym magazynie 18 października 2017 roku.
W Polsce manga ta jest wydawana przez wydawnictwo Waneko.
| Nr | Język japoński       | Język japoński         | Język polski     | Język polski           |
| Nr | Data wydania         | ISBN                   | Data wydania     | ISBN                   |
| -- | -------------------- | ---------------------- | ---------------- | ---------------------- |
| 1  | 18 grudnia 2009      | ISBN 978-4-09-122063-9 | 3 listopada 2016 | ISBN 978-83-8096-100-5 |
| 2  | 18 grudnia 2009      | ISBN 978-4-09-122064-6 | 16 grudnia 2016  | ISBN 978-83-8096-101-2 |
| 3  | 18 marca 2010        | ISBN 978-4-09-122196-4 | 3 lutego 2017    | ISBN 978-83-8096-102-9 |
| 4  | 18 czerwca 2010      | ISBN 978-4-09-122336-4 | 17 marca 2017    | ISBN 978-83-8096-103-6 |
| 5  | 18 sierpnia 2010     | ISBN 978-4-09-122527-6 | 19 maja 2017     | ISBN 978-83-8096-104-3 |
| 6  | 18 października 2010 | ISBN 978-4-09-122629-7 | 19 czerwca 2017  | ISBN 978-83-8096-105-0 |
| 7  | 18 stycznia 2011     | ISBN 978-4-09-122770-6 | 3 sierpnia 2017  | ISBN 978-83-8096-106-7 |
| 8  | 18 kwietnia 2011     | ISBN 978-4-09-122853-6 | 18 września 2017 | ISBN 978-83-8096-107-4 |
| 9  | 15 lipca 2011        | ISBN 978-4-09-123198-7 | 3 listopada 2017 | ISBN 978-83-8096-108-1 |
| 10 | 18 października 2011 | ISBN 978-4-09-123335-6 | 13 grudnia 2017  | ISBN 978-83-8096-109-8 |
| 11 | 18 stycznia 2012     | ISBN 978-4-09-123535-0 | 5 lutego 2018    | ISBN 978-83-8096-110-4 |
| 12 | 18 kwietnia 2012     | ISBN 978-4-09-123648-7 | 19 marca 2018    | ISBN 978-83-8096-111-1 |
| 13 | 18 lipca 2012        | ISBN 978-4-09-123774-3 | 7 maja 2018      | ISBN 978-83-8096-112-8 |
| 14 | 18 września 2012     | ISBN 978-4-09-123850-4 | 18 czerwca 2018  | ISBN 978-83-8096-113-5 |
| 15 | 16 listopada 2012    | ISBN 978-4-09-124009-5 | 3 sierpnia 2018  | ISBN 978-83-8096-114-2 |
| 16 | 18 lutego 2013       | ISBN 978-4-09-124181-8 | 18 września 2018 | ISBN 978-83-8827-115-9 |
| 17 | 17 maja 2013         | ISBN 978-4-09-124301-0 | 6 listopada 2018 | ISBN 978-83-8096-116-6 |
| 18 | 18 września 2013     | ISBN 978-4-09-124383-6 | 14 grudnia 2018  | ISBN 978-83-8096-444-0 |
| 19 | 18 października 2013 | ISBN 978-4-09-124453-6 | 1 lutego 2019    | ISBN 978-83-8096-445-7 |
| 20 | 17 stycznia 2014     | ISBN 978-4-09-124552-6 | 18 marca 2019    | ISBN 978-83-8096-446-4 |
| 21 | 18 kwietnia 2014     | ISBN 978-4-09-124621-9 | 3 maja 2019      | ISBN 978-83-8096-447-1 |
| 22 | 18 lipca 2014        | ISBN 978-4-09-124673-8 | 18 czerwca 2019  | ISBN 978-83-8096-448-8 |
| 23 | 17 października 2014 | ISBN 978-4-09-125278-4 | 5 sierpnia 2019  | ISBN 978-83-8096-449-5 |
| 24 | 16 stycznia 2015     | ISBN 978-4-09-125557-0 | 18 września 2019 | ISBN 978-83-8096-660-4 |
| 25 | 17 kwietnia 2015     | ISBN 978-4-09-125810-6 | 4 listopada 2019 | ISBN 978-83-8096-661-1 |
| 26 | 17 lipca 2015        | ISBN 978-4-09-126188-5 | 12 grudnia 2019  | ISBN 978-83-8096-662-8 |
| 27 | 16 października 2015 | ISBN 978-4-09-126469-5 | 5 lutego 2020    | ISBN 978-83-8096-663-5 |
| 28 | 18 stycznia 2016     | ISBN 978-4-09-126695-8 | 17 marca 2020    | ISBN 978-83-8096-664-2 |
| 29 | 12 kwietnia 2016     | ISBN 978-4-09-127088-7 | 4 maja 2020      | ISBN 978-83-8096-665-9 |
| 30 | 15 lipca 2016        | ISBN 978-4-09-127318-5 | 18 czerwca 2020  | ISBN 978-83-8096-666-6 |
| 31 | 18 listopada 2016    | ISBN 978-4-09-127419-9 | 3 sierpnia 2020  | ISBN 978-83-8096-667-3 |
| 32 | 18 stycznia 2017     | ISBN 978-4-09-127484-7 | 18 września 2020 | ISBN 978-83-8096-668-0 |
| 33 | 18 kwietnia 2017     | ISBN 978-4-09-127557-8 | 6 listopada 2020 | ISBN 978-83-8096-669-7 |
| 34 | 16 czerwca 2017      | ISBN 978-4-09-127579-0 | 17 grudnia 2020  | ISBN 978-83-8096-670-3 |
| 35 | 18 sierpnia 2017     | ISBN 978-4-09-127683-4 | 3 lutego 2021    | ISBN 978-83-8096-671-0 |
| 36 | 18 października 2017 | ISBN 978-4-09-127853-1 | 25 marca 2021    | ISBN 978-83-8096-672-7 |
| 37 | 17 listopada 2017    | ISBN 978-4-09-127876-0 | 11 maja 2021     | ISBN 978-83-8096-673-4 |

### Spin-off
Powstał także spin-off mangi, zatytułowany Magi: Sinbad no bōken (jap. マギ シンドバッドの冒険). Manga opowiada o wydarzeniach dziejących się 30 lat przed wydarzeniami z serii głównej, skupiając się na Sindbadzie i tym, jak stał się królem. Siedemdziesięciostronicowy prototyp tej mangi został dołączony do wydania serii Magi na Blu-ray w 2012 roku. Tego samego roku kolejne rozdziały tej mangi zostały opublikowane w czasopiśmie „Shūkan Shōnen Sunday” wydawnictwa Shōgakukan, po czym w 2013 roku wydawanie zostało przeniesione do internetowego czasopisma Ura Sunday tego samego wydawnictwa. Ostatni rozdział tej mangi ukazał się 25 kwietnia 2018 roku za pośrednictwem aplikacji Manga ONE.

## Anime

### Magi: The Labyrinth of Magic
Na oficjalnej stronie imprezy Jisedai World Hobby Fair '12 Summer zostało ogłoszone, że na podstawie mangi powstanie adaptacja anime. Anime zostało wyprodukowane przez studio A-1 Pictures. Emisję w Japonii rozpoczęto 7 października 2012 roku.
| #  | Tytuł                                                                   | Premiera             |
| -- | ----------------------------------------------------------------------- | -------------------- |
| 01 | Aladyn i Alibaba Arajin to Aribaba (アラジンとアリババ)                 | 7 października 2012  |
| 02 | Wnętrze labiryntu Danjon kumikyoku (迷宮組曲)                           | 14 października 2012 |
| 03 | Mag stworzenia świata Sōsei no mahōtsukai (創世の魔法使い)              | 21 października 2012 |
| 04 | Plemię Sawanny Sōgen no Tami (草原の民)                                 | 28 października 2012 |
| 05 | Kolekcjoner labiryntów Danjon Kōryaku-sha (迷宮攻略者)                  | 4 listopada 2012     |
| 06 | Wojownik plemienia Fanalis Sentō minzoku Fanarisu (戦闘民族ファナリス)  | 11 listopada 2012    |
| 07 | Jego imię brzmi Sindbad Sono na ha Shindobaddo (その名はシンドバッド)   | 18 listopada 2012    |
| 08 | Złamana obietnica Mamorenai yakusoku (守れない約束)                     | 25 listopada 2012    |
| 09 | Obowiązek księcia Ōji no sekinin (王子の責任)                           | 2 grudnia 2012       |
| 10 | Imię jego brzmi Judal Sono na wa Judaru (その名はジュダル)              | 9 grudnia 2012       |
| 11 | Nowy gość Arata naru raihōsha (新たなる来訪者)                          | 16 grudnia 2012      |
| 12 | Determinacja i separacja Ketsui to ketsubetsu (決意と決別)              | 23 grudnia 2012      |
| 13 | Rewolucja księcia Hangyaku no ōji (反逆の王子)                          | 6 stycznia 2013      |
| 14 | Odpowiedź Alibaby Aribaba no kotae (アリババの答え)                     | 13 stycznia 2013     |
| 15 | Odpowiedź Cassima Kashimu no kotae (カシムの答え)                       | 20 stycznia 2013     |
| 16 | Mądrość Salomona Soromon no chie (ソロモンの知恵)                       | 27 stycznia 2013     |
| 17 | Uśmiech Egao (笑顔)                                                     | 3 lutego 2013        |
| 18 | Królestwo Sindrii Shindoria Ōkoku (シンドリア王国)                      | 10 lutego 2013       |
| 19 | Winnym jest Sindbad Hoshi no na wa Shindobaddo (ホシの名はシンドバッド) | 17 lutego 2013       |
| 20 | The Two Princes Ōji to Ōji (王子と皇子)                                 | 24 lutego 2013       |
| 21 | Labirynt Zagan Meikyū Zagan (迷宮ザガン)                                | 3 marca 2013         |

### Muzyka
Muzyka została skomponowana przez Shirō Sagisu.
Opening
1. „V.I.P.”, śpiewane przez SID
2. „Matataku hoshi no shita de” (jap. 瞬く星の下で), śpiewane przez Porno Graffitti

Ending
- „Yubi bōenkyō” (jap. 指望遠鏡), śpiewane przez Nogizaka46
- „The Bravery” śpiewane przez Supercell

## Odbiór
W 2013 roku manga wygrała nagrodę Shōgakukan Manga w kategorii shōnen.